# Гайко Маас
Гайко Йозеф Маас (нім. Heiko Josef Maas; нар. 19 вересня 1966, Саарлуї) — німецький політик, член Соціал-демократичної партії (СДП). Міністр закордонних справ Німеччини з 14 березня 2018 до 8 грудня 2021 року в четвертому уряді Меркель.
З 2013 до 2018 року Маас обіймав посаду міністра юстиції та захисту прав споживачів Німеччини у третьому уряді Анґели Меркель. З 2012 до 2013 року був міністром-президентом землі Саар, а також міністром економіки, праці, енегргетики та транспорту землі Саар; з 1999 до 2012 року — лідер фракції СДП у регіональному парламенті землі Саар, лідер опозиції в ландтагу землі Саар; з 1998 до 1999 роки — міністр економіки, праці, енегргетики та транспорту землі Саар.
З 2000 до 2018 року Гайко Маас виконував обов'язки голови партії СДП у землі Саар, а з 2001 року є членом федеральної ради партії. Маас вивчав право у Саарландському університеті. Вперше обраний до ландтагу землі Саар 1996 року під наставництвом Оскара Лафонтена.

## Походження та навчання (1966—1989)
Гайко Маас народився у католицькій сім'ї середнього класу в Саарлуї. Його батько працював солдатом, а мати — кравчинею. Хлопець отримав католицьке виховання, прислуговував у церкві та був активний у молодіжній католицькій спільноті. З власних слів Мааса, багато цінностей, із якими він познайомився у тих роках, відображаються в його політичному житті. 1987 року Маас склав абітуру в державній реальній гімназії у Фельклінгені.
Після військової служби протягом одного року Маас працював помічником на заводі Ford у Саарлуї. 1989 року він розпочав вивчати право в Саарландському університеті, де 1993 року склав перший державний іспит. Після проходження референдаріату 1996 року Маас склав другий державний іспит. Він є членом німецької металургійної профспілки «IG Metall».
2016 року Маас розлучився зі своєю дружиною Корінною, з якою у нього є двоє дітей. З того часу він перебуває у стосунках із актрисою Наталією Вернер. Маас бере участь у спортивних змаганнях із триатлону, а також є завзятим фаном футбольного клубу «Гамбург».

## Нагороди
- «Нагорода ім. Ізраеля Якобсона» Союзу прогресивних євреїв Німеччини (2014)[13]
- «Пам'ятний знак» Міжнародного комітету Аушвіца (2015)[14]